# Giovanni Marti

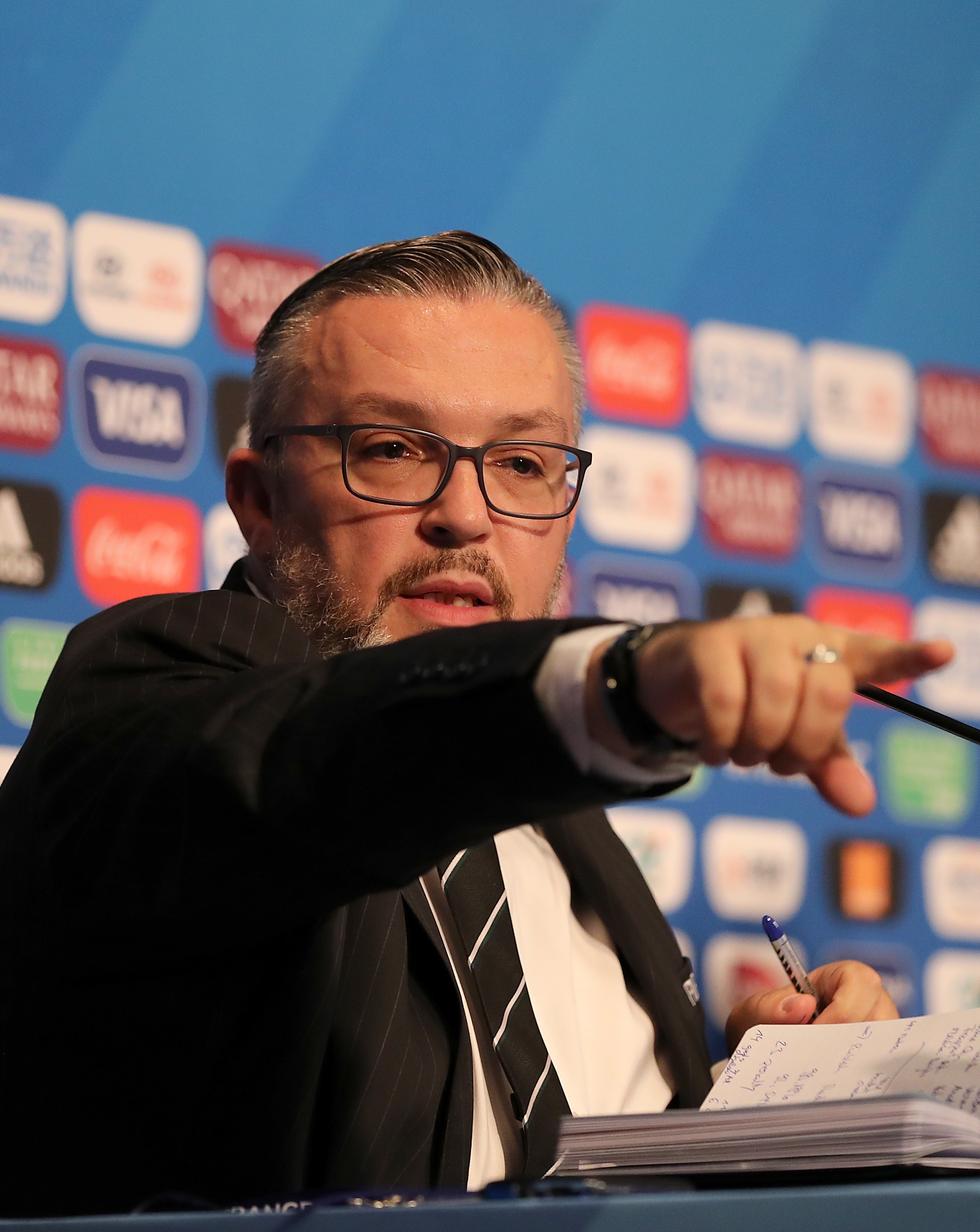
Giovanni Marti

Giovanni Marti (* 5. Juni 1972 in Zürich) ist Senior Public Relations Manager/Deputy Head of Communication beim FIFA Museum in Zürich und Journalist. Bis August 2012 arbeitete er als Leiter Kommunikation beim FC Zürich und zuvor (bis September 2009) war er Redaktor und Reporter bei Radio 24. Ausserdem war er als Unihockeyfunktionär beim Schweizer Unihockeyverband Swiss Unihockey sowie beim UHC Dietlikon tätig. Dem Unihockeysport ist er bis heute erhalten geblieben. Er ist bis Ende Saison 2023/24 Sportchef Leistung Damen bei den Zürich Oberland Pumas. Ab der Saison 2024/25 wird er Leiter L-UPL bei den Floorball Riders.
Giovanni Marti, Sohn italienischer Einwanderer, ist in Zollikon aufgewachsen und besuchte dort die Primar- und Sekundarschule. Nach der Matura Typus D (neusprachliche Richtung) begann er die Ausbildung zum Journalisten und ein Psychologie- und Pädagogikstudium.

## Sport
Von 1992 bis 1997 war Marti Fussball-Juniorentrainer im Sportclub Zollikon und von 1997 bis 1998 Juniorentrainer beim YF Juventus Zürich.
Durch seine Tätigkeit als Journalist bei der Zeitung «Sport» kam Marti 1998 zum Unihockey und wurde Funktionär und Presseverantwortlicher des Schweizerischen Unihockeyverbandes Swiss Unihockey. Marti nahm mit den verschiedenen Nationalmannschaften an insgesamt 14. Weltmeisterschaften teil. Von 2003 bis 2007 und von 2013 bis 2014 war er Sportchef des NLA-Unihockeyclubs UHC Dietlikon. Sein grösster Erfolg mit einer Unihockey-Nationalmannschaft war die Weltmeisterschaft 2005 der Frauen in Singapur, bei der die Schweiz Gold gewann. Weitere grosse Erfolge hatte Marti 2006 mit dem Titel des Schweizer Meisters und Cupsiegers mit dem Damen-Unihockeyclub Dietlikon in der NLA. 2007 folgte ein weiterer Schweizer Meistertitel sowie der Gewinn des Europacups mit dem gleichen Team. 2008 wurde Giovanni Marti als Medienchef mit der Unihockey U19-Nationalmannschaftsteam der Damen Weltmeister. Neben seiner Tätigkeit als Sportchef bei Dietlikon und Medienverantwortlicher bei Swiss Unihockey war Marti von 2007 bis 2008 Eishockey-Assistenztrainer der Novizen der ZSC Lions.
Bis im Frühling 2024 wird als Sportchef Leistung Frauen bei den Zürich Oberland Pumas amten. Ab der Saison 2024/25 wird er bei den Floorball Riders die Leitung Lidl-Unihockey Prime League übernehmen.

## DJ Nightmare / DJ Professor
Von 1987 bis 2000 war Giovanni Marti unter den Namen "DJ Nightmare" und "DJ Professor" als Trance-DJ tätig. Seine Zuneigung zur Techno-Musik und insbesondere zum Trance machten ihn zu einem Kenner der Szene. Dank der Zusammenarbeit mit einigen namhaften Trance-DJ's entstanden auch einige Produktionen. Aus beruflichen Gründen hat er seine DJ-Karriere mit einem letzten Auftritt anlässlich seines 28. Geburtstages, am 5. Juni 2000 beendet.

## Journalistische Tätigkeit
Von 1993 bis 1996 arbeitete Marti als Journalist beim Zolliker Lokalblatt «Zolliker Bote» und bei der Regionalzeitung Zürichsee-Zeitung, anschliessend für ein Jahr als Sportjournalist beim Blick. Von 1998 bis 2000 war Giovanni Marti als Video-Journalist bei Tele M1 und Sportreporter Radio Argovia. Ab Dezember 2000 war er bis September 2009 als Redaktor und Nachrichtensprecher bei Radio 24 tätig.

## FCZ und ZSC
Von 2007 bis 2009 kommentierte Marti als Stadionsprecher im Letzigrund die Spiele des FC Zürich und im Hallenstadion seit 2001 während der Eishockey-Saison die Spiele der ZSC Lions. 2009 war Marti Stadionspeaker bei der Eishockey-Weltmeisterschaft in Kloten.
Nach September 2009 leitete Giovanni Marti die Kommunikationsabteilung des FC Zürich. Zu seinem Aufgabenbereich als Sprecher des Clubs gehörte sämtliche Medienarbeit, die Koordination von Terminen für Spieler und Trainer sowie die Leitung von Medienkonferenzen.
Per 1. September 2012 wechselte Marti in die Medienabteilung des Weltfussballverbandes FIFA. Seit dem 1. September 2023 ist er beim FIFA Museum in Zürich als Seniore PR & Ambassador Programme Manager angestellt und amtet zudem als Deputy Head of Communications.